# Sebastián Alarcón
Sebastián Alarcón (Valparaíso, 14 de gener de 1949 - Moscou, 30 de juny de 2019) va ser un director i guionista de cinema xilè, format inicialment a l'Escola de Cinema de Valparaíso, alumne de Aldo Francia i José Román, entre d'altres.
El 1969 és becat per cinc anys per a estudiar a l'Institut de Cinema en la Unió Soviètica. S'inicia en els documentals amb "Ritmos eternos" (1972) i "El despertar" (1973). Més tard filma "La primera página" (1974), on mostra la seva visió del cop militar de 1973. El 1977 realitza "La noche sobre Chile", que aborda també els primers dies del cop militar, sent vist per més de vuitanta milions de persones en la Unió Soviètica i que va guanyar el Premi Especial en el dècim Festival Internacional de Cinema de Moscou.
Més tard realitza films de ficció, destacant La apuesta del comerciante solitario (1984) i Historia de un equipo de billar (1988). Després d'algunes realitzacions en el gènere de la comèdia amb escassa recepció per part del públic (Los agentes de la KGB también se enamoran), el 1996 filma "Cicatriz", una pel·lícula sobre l'atemptat contra Augusto Pinochet deu anys abans.
Va morir el 30 de juny de 2019 a causa d'un càncer a Moscou.

## Filmografia
- Ritmos eternos (1972)
- El despertar (1973)
- La primera página (1974)
- Los tres Pablos (1976)
- La noche sobre Chile (1977)
- Santa Esperanza (1980)
- La caída del cóndor (1982)
- La apuesta del comerciante solitario (1984)
- Jaguar (1986)
- Historia de un Equipo de Billar (1988)
- Una actriz española para el ministro ruso (1990)
- Los agentes de la KGB también se enamoran (1991)
- En busca del falo dorado (1993)
- Cicatriz (1996)
- El fotógrafo (2002)
- El opositor (2019)